# 恩斯特·珀纳
恩斯特·珀纳（Ernst Pöhner，1870年1月11日—1925年4月11日）曾在1919-1922年间担任慕尼黑警察总长。他持强烈反共、反犹立场，任职期间，巴伐利亚州长古斯塔夫·馮·卡爾曾下令将所有犹太人从該州驱逐，珀纳積極配合。珀纳和古斯塔夫·冯·卡尔关系密切，后者有着自己的一套推翻魏瑪共和國政府的计划，但在1923年卻反对希特勒发动的啤酒館政變。珀纳是啤酒館政變集团的一位中心人物，若政变成功，他就将出任巴伐利亚州长。1924年，他和希特勒都被判犯有叛国罪，入狱5年。珀纳在服刑期间转投德国国家人民党阵营。他在1925年3月31日出狱。
珀纳亦支持名为领事组织的恐怖组织。曾有人指控珀纳放任一群右翼政治刺客在慕尼黑及其周边地区逍遥法外。
後來珀纳死于车祸。希特勒在《我的奋斗》中提到了他。纳粹執政时期，当局曾以珀纳之名为一条街道更名。街道名称于1946年被改回。